# オルイェン (駆逐艦)
オルイェン (SMS Orjen) はオーストリア＝ハンガリー帝国海軍の駆逐艦。タトラ級。

## 艦歴
1912年9月4日、ガンツ・ダヌビウス社のPorto Réの造船所で起工。1913年8月26日進水。1914年8月11日竣工。

### 第一次世界大戦
タトラ級6隻は第1水雷隊を編成し、巡洋艦「サイダ」などとともに第1水雷戦隊に属していた。なお、1914年10月20日に「サイダ」は「ヘルゴラント」と交代している。
1914年11月と12月や1915年4月に「ヘルゴラント」が駆逐艦を伴って出撃しているが、「オルイェン」が参加しているかはわからない。
1915年2月18-19日、「ヘルゴラント」とタトラ級6隻はオトラント海峡へ出撃したが、敵を見なかった。
1915年5月23日、イタリアはオーストリア＝ハンガリー帝国に宣戦布告。同日、オーストリア＝ハンガリー帝国海軍の戦艦などは出撃し、アンコーナなどの攻撃へと向かった。それに先立つ5月19日、南からのイタリア艦隊来襲に備え偵察部隊が出撃した。そのうちの一つは巡洋艦「ヘルゴラント」とタトラ級4隻（「チェペル」、「リカ」、「オルイェン」、「タトラ」）からなり、ペラゴーザ島とイタリア本土のガルガーノ岬との間へと向かった。5月23から24日の夜に偵察部隊はイタリア沿岸の目標攻撃を命じられ、「ヘルゴラント」と「オルイェン」はバルレッタを攻撃した。一方、5月24日4時過ぎ、バルレッタ攻撃中の「ヘルゴラント」と「オルイェン」はイタリア駆逐艦「アキローネ」、「トゥルビーネ」と遭遇。「ヘルゴラント」は北へ向かった「トゥルビーネ」を追跡。その後、「チェペル」、「タトラ」および「リカ」も攻撃に加わり、「トゥルビーネ」は沈没した。次いでイタリア巡洋艦「リビア」と仮装巡洋艦「Cittá di Siracusa」が救援に現れ攻撃を受けたが、「リビア」を戦艦と誤認した「ヘルゴラント」艦長は交戦を避け、速度に勝るオーストリア＝ハンガリー帝国側は相手の追跡を振り切った。
7月28日、オーストリア＝ハンガリー帝国海軍は巡洋艦「サイダ」、タトラ級駆逐艦6隻などでイタリアが7月11日に占領したペラゴーザ島に対する攻撃を実施。砲撃後に108名を上陸させたが、オーストリア＝ハンガリー帝国側は敵兵力を過小評価しており、撃退された。8月17日、オーストリア＝ハンガリー帝国海軍は巡洋艦「ヘルゴラント」と「サイダ」や「オルイェン」などで再びペラゴーザ島を攻撃。真水のタンクないし貯水池などを破壊し、この攻撃後イタリア軍は島から撤退した。
10月、オーストリア＝ハンガリー帝国軍やドイツ軍はセルビアに対する攻勢を開始。続いてブルガリア軍もセルビアに侵攻し、セルビアへのサロニカからの補給ルートを切断。アドリア海側からのルートがその代わりとなり、その切断がオーストリア＝ハンガリー帝国海軍に求められた。11月22日に「ヘルゴラント」と「サイダ」やタトラ級駆逐艦などは出撃してオトラント海峡へ向かい、2隻の船（「Palatino」、「Gallinara」）を沈めた。この後、タトラ級駆逐艦は巡洋艦「ヘルゴラント」や「ノファラ」などとともにカッタロへ移された。12月6日、「ヘルゴラント」、「サイダ」とタトラ級駆逐艦はドゥラッツォ港を攻撃した。
1916年1月27日、ドゥラッツォ港内に艦船が発見されたことを受けて「ノファラ」と「オルイェン」、「チェペル」が攻撃に向かったが、「オルイェン」と「チェペル」は衝突事故を起こし引き返した。「オルイェン」の艦首は曲がり、2月16日まで修理が行われた。
5月31日、「ヘルゴラント」、「オルイェン」、「バラトン」、水雷艇3隻（または「オルイェン」、「バラトン」、水雷艇「77T」、「79T」、「81T」）はオトラント堰襲撃を行い、「オルイェン」がドリフター「Beneficient」を沈めた。7月3日にも「ヘルゴラント」、「バラトン」、「オルイェン」、「タトラ」、水雷艇「83F」、「85F」、「87F」がオトラント海峡へ出撃したが、成果はなかった。
敵を潜水艦が待ち構える場所へ誘い出すべく、8月29日に装甲巡洋艦「ザンクト・ゲオルク」、「カイザー・カール6世」などからなるグループと巡洋艦「ノファラ」、「ヘルゴラント」、駆逐艦「オルイェン」、「バラトン」からなるグループがイタリア沿岸を攻撃しようとしたが、濃霧のため攻撃を実施できずに終わった。
10月1日から22日まで「オルイェン」はポーラで修理。
1917年3月11から12日の夜、オトラント海峡へ向かった「タトラ」、「バラトン」、「オルイェン」、「チェペル」はフランス船「Gorgone」と遭遇したが沈められずに終わった。
3月30日から5月14日まで「オルイェン」はボイラー2基の交換を行った。
8月11日、行方不明となった飛行艇K222の捜索に参加。
1918年2月1日、カッタロ湾在泊の装甲巡洋艦「ザンクト・ゲオルク」などで反乱が発生。しかし、軽巡洋艦や駆逐艦（「オルイェン」もカッタロ湾在泊）は反乱には加わらなかった。

### 終戦とその後
1918年10月、オーストリア＝ハンガリー帝国は崩壊し始め、30日に皇帝カール1世は艦隊のザグレブの国民評議会への引き渡しを決めた。しかし、戦後大半の艦艇は連合国間で分配されることとなった。
「オルイェン」はイタリアに与えられ、1920年9月26日に「Pola」という名前で就役。1931年4月9日、「Zenson」と改名。1937年5月1日に廃棄となり、その後解体。